# Finale au cheval d'arçons des Jeux olympiques d'été
| Édition   | Lieu                              | Or                                | Argent                            | Bronze                            |
| --------- | --------------------------------- | --------------------------------- | --------------------------------- | --------------------------------- |
| 1896      | Athènes                           | Louis Zutter (SUI)                | Hermann Weingärtner (GER)         | non décernée                      |
| 1900      | Paris                             | non inclus au programme olympique | non inclus au programme olympique | non inclus au programme olympique |
| 1904      | Saint-Louis                       | Anton Heida (USA)                 | George Eyser (USA)                | William Merz (USA)                |
| 1908–1920 | non inclus au programme olympique | non inclus au programme olympique | non inclus au programme olympique | non inclus au programme olympique |
| 1924      | Paris                             | Josef Wilhelm (SUI)               | Jean Gutweniger (SUI)             | Antoine Rebetez (SUI)             |
| 1928      | Amsterdam                         | Hermann Hänggi (SUI)              | Georges Miez (SUI)                | Heikki Savolainen (FIN)           |
| 1932      | Los Angeles                       | István Pelle (HUN)                | Omero Bonoli (ITA)                | Frank Haubold (USA)               |
| 1936      | Berlin                            | Konrad Frey (GER)                 | Eugen Mack (SUI)                  | Albert Bachmann (SUI)             |
| 1948      | Londres                           | Paavo Aaltonen (FIN)              | non décernée                      | non décernée                      |
| 1948      | Londres                           | Veikko Huhtanen (FIN)             | non décernée                      | non décernée                      |
| 1948      | Londres                           | Heikki Savolainen (FIN)           | non décernée                      | non décernée                      |
| 1952      | Helsinki                          | Viktor Chukarin (URS)             | Yevgeni Korolkov (URS)            | non décernée                      |
| 1952      | Helsinki                          | Viktor Chukarin (URS)             | Grant Shaginyan (URS)             | non décernée                      |
| 1956      | Melbourne                         | Boris Shakhlin (URS)              | Takashi Ono (JPN)                 | Viktor Chukarin (URS)             |
| 1960      | Rome                              | Eugen Ekman (FIN)                 | non décernée                      | Shuji Tsurumi (JPN)               |
| 1960      | Rome                              | Boris Shakhlin (URS)              | non décernée                      | Shuji Tsurumi (JPN)               |
| 1964      | Tokyo                             | Miroslav Cerar (YUG)              | Shuji Tsurumi (JPN)               | Yuri Tsapenko (URS)               |
| 1968      | Mexico                            | Miroslav Cerar (YUG)              | Olli Laiho (FIN)                  | Mikhail Voronin (URS)             |
| 1972      | Munich                            | Viktor Klimenko (URS)             | Sawao Kato (JPN)                  | Eizo Kenmotsu (JPN)               |
| 1976      | Montréal                          | Zoltan Magyar (HUN)               | Eizo Kenmotsu (JPN)               | Nikolai Andrianov (URS)           |
| 1976      | Montréal                          | Zoltan Magyar (HUN)               | Eizo Kenmotsu (JPN)               | Michael Nikolay (GDR)             |
| 1980      | Moscou                            | Zoltan Magyar (HUN)               | Alexander Dityatin (URS)          | Michael Nikolay (GDR)             |
| 1984      | Los Angeles                       | Li Ning (CHN)                     | non décernée                      | Timothy Daggett (USA)             |
| 1984      | Los Angeles                       | Peter Vidmar (USA)                | non décernée                      | Timothy Daggett (USA)             |
| 1988      | Séoul                             | Dmitry Bilozerchev (URS)          | non décernée                      | non décernée                      |
| 1988      | Séoul                             | Zsolt Borkai (HUN)                | non décernée                      | non décernée                      |
| 1988      | Séoul                             | Lubomir Geraskov (BUL)            | non décernée                      | non décernée                      |
| 1992      | Barcelone                         | Pae Gil-Su (PRK)                  | non décernée                      | Andreas Wecker (GER)              |
| 1992      | Barcelone                         | Vitaly Scherbo (EUN)              | non décernée                      | Andreas Wecker (GER)              |
| 1996      | Atlanta                           | Donghua Li (SUI)                  | Marius Urzică (ROU)               | Alexei Nemov (RUS)                |
| 2000      | Sydney                            | Marius Urzică (ROU)               | Eric Poujade (FRA)                | Alexei Nemov (RUS)                |
| 2004      | Athènes                           | Teng Haibin (CHN)                 | Marius Urzică (ROU)               | Takehiro Kashima (JPN)            |
| 2008      | Pékin                             | Xiao Qin (CHN)                    | Filip Ude (CRO)                   | Louis Smith (GBR)                 |
| 2012      | Londres                           | Krisztián Berki (HUN)             | Louis Smith (GBR)                 | Max Whitlock (GBR)                |
| 2016      | Rio de Janeiro                    | Max Whitlock (GBR)                | Louis Smith (GBR)                 | Alexander Naddour (USA)           |
| 2020      | Tokyo                             | Max Whitlock (GBR)                | Lee Chih-kai (TPE)                | Kazuma Kaya (JPN)                 |
| 2020      | Paris                             | Rhys McClenaghan (IRL)            | Nariman Kurbanov (KAZ)            | Stephen Nedoroscik (USA)          |